# Hákon Rafn Valdimarsson
Hákon Rafn Valdimarsson, né le 13 octobre 2001 à Reykjavik en Islande, est un footballeur international islandais qui évolue au poste de gardien de but à Brentford FC .

## Biographie

### En club
Né à Reykjavik en Islande, Hákon Rafn Valdimarsson est formé par l'un des clubs de sa ville natale, le KR Reykjavik, avant de continuer sa formation au Grótta Seltjarnarnes. Il fait sa première apparition avec l'équipe première le 11 mars 2017, lors d'une rencontre de coupe de la ligue islandaise face au Haukar Hafnarfjörður. Il est titularisé et les deux équipes se neutralisent (1-1 score final).
Lors de l'été 2021, Hákon Rafn Valdimarsson rejoint la Suède afin de s'engager en faveur de l'IF Elfsborg. Le transfert est annoncé dès le 30 avril 2021.
Il joue son premier match sous ses nouvelles couleurs le 1er octobre 2021, lors d'une rencontre de championnat face à l'IFK Göteborg. Il est titularisé lors de cette rencontre, et garde sa cage inviolée, son équipe s'impose (1-0 score final).
Le 26 janvier 2024, Hákon Rafn Valdimarsson rejoint le Brentford FC. Il signe un contrat courant jusqu'en juin 2028.

### En sélection
Hákon Rafn Valdimarsson commence sa carrière internationale avec l'équipe d'Islande des moins de 18 ans, jouant un seul match, le 19 juillet 2018 face à la Lettonie. Il est titularisé et son équipe l'emporte sur le score de deux buts à zéro.
En novembre Hákon Rafn Valdimarsson est convoqué pour la première fois avec l'équipe nationale d'Islande afin de remplacer Patrik Gunnarsson, qui est finalement forfait sur blessure. Il honore sa première sélection le 12 janvier 2022, lors d'un match amical contre l'Ouganda. Il est titularisé ce jour-là et les deux équipes se neutralisent (1-1 score final).